# ホーソーンデン賞
ホーソーンデン賞（ホーソーンデンしょう、英: Hawthornden Prize）は、スコットランドの男爵の娘で、ホーソーンデンで生まれたアリス・ワレンダーが1919年に創設したイギリスの文学賞である。

## 概要
「41歳以下の作家による想像力に富んだ文学作品」にあたる作品に与えられ、小説・詩・旅行記・芸術作品・歴史的作品など、幅広い文学作品を対象としている。また、同賞は他の文学賞が行うような作品の募集を行っておらず、ホーソーンデン賞を選ぶ委員会が過去12ヶ月間に発表された作品を大賞に賞を授与している。そのため、1945年から1957年、1959年、1966年、1971年から1973年、1984年から1987年などの年度のように、受賞者がいない年度も存在している。賞金は、設立当初は100ポンド、1936年には100ポンド、1995年には2000ポンド、2017年には15,000ポンドと、金額的には控えめなものとなっている。
ホーソーンデン賞は、ジェイムズ・テイト・ブラック記念賞とともにイギリスで最も古い文学賞とされており、ワレンダーが創設したホーソーンデン・トラストによって運営され、ドリュー・ハインツの個人的な信託で後援されている。

## 歴代受賞作
- 1919年 - Edward Shanks『The Queen of China』[12]
- 1920年 - John Freeman『Poems New and Old』[12]
- 1921年 - Romer Wilson『The Death of Society』
- 1922年 - エドマンド・ブランデン『The Shepherd』[13]
- 1923年 - デイヴィッド・ガーネット『狐になった奥様』
- 1924年 - Ralph Hale Mottram『The Spanish Farm』
- 1925年 - ショーン・オケーシー『Juno and the Paycock』[13]
- 1926年 - ヴィタ・サックヴィル＝ウェスト『The Land』[13]
- 1927年 - Henry Williamson『Tarka the Otter』
- 1928年 - Siegfried Sassoon『Memoirs of a Fox-Hunting Man』[13]
- 1929年 - Lord David Cecil『The Stricken Deer』[13]
- 1930年 - Geoffrey Dennis『The End of the World』
- 1931年 - Kate O'Brien『Without My Cloak』
- 1932年 - Charles Morgan『The Fountain』
- 1933年 - Vita Sackville-West『Collected Poems』
- 1934年 - ジェームズ・ヒルトン『失われた地平線』
- 1935年 - ロバート・グレーヴス『この私、クラウディウス』[13]
- 1936年 - イーヴリン・ウォー『Edmund Campion』[13]
- 1937年 - Ruth Pitter『A Trophy of Arms』
- 1938年 - David Jones『In Parenthesis』
- 1939年 - Christopher Hassall『Penthesperon』
- 1940年 - James Pope-Hennessy『London Fabric』
- 1941年 - グレアム・グリーン『権力と栄光』
- 1942年 - John Llewelyn Rhys『England Is My Village』
- 1943年 - シドニー・キーズ『The Cruel Solstice and The Iron Laurel』
- 1944年 - Martyn Skinner『Letters to Malaya』
- 1958年 - Dom Moraes『A Beginning』
- 1960年 - アラン・シリトー『長距離走者の孤独』
- 1961年 - テッド・ヒューズ『Lupercal』
- 1962年 - ロバート・ショウ『The Sun Doctor』
- 1963年 - Alistair Horne『The Price of Glory: Verdun 1916』
- 1964年 - V・S・ナイポール『Mr Stone and the Knights Companion』[13]
- 1965年 - ウィリアム・トレヴァー『The Old Boys』[13]
- 1967年 - マイケル・フレイン『The Russian Interpreter』
- 1968年 - Michael Levey『Early Renaissance』
- 1969年 - Geoffrey Hill『King Log』
- 1970年 - Piers Paul Read『Monk Dawson』
- 1974年 - オリバー・サックス『Awakenings』
- 1975年 - デイヴィッド・ロッジ『Changing Places』
- 1976年 - Robert Nye『Falstaff』
- 1977年 - ブルース・チャトウィン『In Patagonia』[13]
- 1978年 - David Cook『Walter』
- 1979年 - P. S. Rushforth『Kindergarten』
- 1980年 - Christopher Reid『Arcadia』
- 1981年 - Douglas Dunn『St. Kilda's Parliament』
- 1982年 - Timothy Mo『Sour Sweet』
- 1983年 - Jonathan Keates『Allegro Postillions』
- 1988年 - Colin Thubron『Behind the Wall: A Journey through China』
- 1989年 - アラン・ベネット『Talking Heads』
- 1990年 - Kit Wright『Short Afternoons』
- 1991年 - Claire Tomalin『The Invisible Woman』
- 1992年 - Ferdinand Mount『Of Love and Asthma』
- 1993年 - Andrew Barrow『The Tap Dancer』
- 1994年 - Tim Pears『n the Place of Fallen Leaves』
- 1995年 - James Michie『Collected Poems』
- 1996年 - ヒラリー・マンテル『An Experiment in Love』
- 1997年 - John Lanchester『The Debt to Pleasure』
- 1998年 - Charles Nicholl『Somebody Else: Arthur Rimbaud in Africa』
- 1999年 - アントニー・ビーヴァー『Stalingrad』[13]
- 2000年 - Michael Longley『The Weather in Japan』
- 2001年 - Helen Simpson『Hey Yeah Right Get a Life』
- 2002年 - Eamon Duffy『The Voices of Morebath: Reformation and Rebellion in an English Village』[13]
- 2003年 - William Fiennes『The Snow Geese』
- 2004年 - Jonathan Bate『John Clare: A Biography』
- 2005年 - Justin Cartwright『The Promise of Happiness』
- 2006年 - Alexander Masters『Stuart: A Life Backwards』
- 2007年 - M. J. Hyland『Carry Me Down』
- 2008年 - Nicola Barker『Darkmans』
- 2009年 - Patrick French『The World Is What It Is』
- 2010年 - Alice Oswald『A Sleepwalk on the Severn』
- 2011年 - Candia McWilliam『What to Look for in Winter』
- 2012年 - Ali Smith『There But For The』[14]
- 2013年 - Jamie McKendrick『Out There』[15][16]
- 2014年 -  Emily Berry『Dear Boy』[17]
- 2015年 - コルム・トビーン『Nora Webster』[18]
- 2016年 - Tessa Hadley『The Past』
- 2017年 - グレアム・スウィフト『マザリング・サンデー』[19][20]
- 2018年 - Jenny Uglow『Mr Lear』[21]
- 2019年 - Sue Prideaux『I Am Dynamite!』
- 2020年 - John McCullough『Reckless Paper Birds』[22]